# Euphrictus squamosus
Euphrictus squamosus là một loài nhện trong họ Theraphosidae.
Loài này thuộc chi Euphrictus. Euphrictus squamosus được Pierre L. G. Benoit miêu tả năm 1965.